# 雷颐
雷颐（1956年—）祖籍湖南长沙，生于湖北武汉，中华人民共和国历史学家。

## 生平
1956年出生于湖北武汉。1978年考入吉林大学历史系。1985年到中国社会科学院近代史研究所工作至今，被评为研究员。研究方向是中国近代思想史、中国近代知识分子、当代中国史。

## 著作
雷颐的主要专著有：
- 《取静集》
- 《时空游走：历史与现实的对话》
- 《历史：何以至此》
- 《雷颐自选集》
- 《经典与人文》
- 《图中日月》
- 《萨特》
- 《被延误的现代化》
- 《历史的进退》
- 《历史的裂缝》[1][2]

雷颐的主要译著有：
- 《中国现代思想中的唯科学主义》
- 《在传统与现代性之间》
- 《胡适与中国现代知识分子的选择》[1][2]